# 22. септембар
22. септембар (22.9.) је 265. дан у години по грегоријанском календару (266. у преступној години). До краја године има још 100 дана.

## Догађаји
- 1499 — Миром у Базелу окончан Швапски рат Швајцарске лиге и немачког краља Максимилијана I, а Швајцарска стекла независност.
- 1735 — Роберт Волпол постао први британски премијер који се уселио у резиденцију у Даунинг стриту 10 у Лондону.
- 1789 — Руско-аустријске снаге под командом руског војсковође Александра Суворова нанеле тежак пораз Турцима у бици код Римника.
- 1862 — Председник САД Абрахам Линколн је објавио проглас према ком сви амерички робови постају слободни грађани 1. јануара 1863.
- 1862 — Ото фон Бизмарк постао пруски канцелар.
- 1908 — Проглашена независност Бугарске.
- 1914 — Немачка подморница У-9 је потопила три застареле крстарице Краљевске морнарице, усмртивши око 1450 особа.
- 1923 — У Љубљани одржана скупштина феминистичких друштава Краљевине Југославије на којој је основана Феминистичка алијанса.
- 1934 — У експлозији у руднику Гресфорд у Велсу погинуло више од 260 рудара.
- 1940 — Јапанске трупе ушле, у Другом светском рату, у Француску Индокину.
- 1949 — Владе САД, Велике Британије и Канаде саопштиле да је СССР извео прву експлозију атомске бомбе 29. августа 1949.
- 1955 — У Великој Британији почела да ради комерцијална телевизија. Први плаћен оглас била реклама за пасту за зубе.
- 1960 — Проглашена независност афричке државе Мали с председником Модибом Кеитом.
- 1974 — У урагану у централноамеричкој држави Хондурас погинуло око 5.000 људи.
- 1979 — Амерички сателит је регистровао јак бљесак непознатог порекла који је личио на експлозију нуклеарног оружја код Острва Принца Едварда.
- 1980 — Копнене снаге Ирака ушле у Иран у намери да преузму контролу над Шат ел Арабом, чиме је ирачко-ирански сукоб прерастао у прави рат, који је трајао наредних осам година.
- 1985 — Француски премијер Лоран Фабијус признао да су француски тајни агенти, на основу наређења владе, потопили у Новом Зеланду брод „Дугин ратник“ организације „Гринпис“. „Гринпис“ водио кампању против француских нуклеарних проба.
- 1992 — САД упутиле захтев генералном секретару Уједињених нација за формирање комисије за испитивање ратних злочина у Југославији. У приложеном извештају, руководства Србије, Југословенске народне армије и српске оружане снаге у Хрватској и БиХ оптужени за тешке злочине почињене током 15 месеци рата у бившој Југославији.
- 1993 — 
  - У јеку једне од највећих инфлација забележених у свету, Југославија донела закон о деноминацији националне валуте, према ком је од 1. октобра милион динара вредео један динар.
  - Речна баржа је ударила у железнички мост код града Мобил у Алабами, изазвавши најтежу несрећу у историји Амтрака, у којој је погинуло 47 особа.
- 1998 — На планини Ћићевици обновљене борбе српских снага безбедности и косовских Албанаца, а министар правде у Влади Србије Драгољуб Јанковић саопштио да су против 178 косовских Албанаца подигнуте оптужнице због тероризма, да је под истрагом 927, а у притвору 538 Албанаца са Косова.
- 2000 — Апелациони суд у Лондону донео одлуку о раздвајању девојчица, сијамских близнакиња, упркос противљењу њихових родитеља, католика, чија религија не дозвољава такве ризичне оперативне захвате.
- 2012 — Одржан Први конгрес Привредникових стипендиста и српске омладине у Загребу поводом 115. годишњице оснивања Српског привредног друштва Привредник у Загребу

## Рођења
- 1601 — Ана Аустријска, француска краљица (прем. 1666)[1]
- 1791 — Мајкл Фарадеј, енглески физичар и хемичар. (прем. 1867)
- 1895 — Пол Мјуни, амерички глумац. (прем. 1967)
- 1918 — Хенрик Шеринг, мексички виолиниста, пореклом пољски Јеврејин. (прем. 1988)
- 1932 — Ингемар Јохансон, шведски боксер. (прем. 2009)
- 1940 — Ана Карина, данско-француска глумица, редитељка, сценаристкиња и певачица. (прем. 2019)
- 1943 — Габријела Шуберт, немачки професор, компаратиста, етнолог, балканолог, фолклориста и инострани члан од 2006. године Српске академије наука и уметности.[2]
- 1945 — Илија Петковић, српски фудбалер и фудбалски тренер. (прем. 2020)
- 1950 — Лино Червар, хрватски рукометни тренер.
- 1951 — Љиљана Драгутиновић, српска глумица.
- 1951 — Дејвид Кавердејл, енглески музичар, најпознатији као певач група Whitesnake и Deep Purple.
- 1952 — Љупче Жугић, српски кошаркаш, кошаркашки функционер, новинар и маркетиншки стручњак.
- 1952 — Џон Л. Хенеси, амерички научник.
- 1953 — Сеголен Роајал, француска политичарка.
- 1956 — Деби Бун, америчка музичарка, глумица и књижевница.
- 1957 — Ник Кејв, аустралијски музичар, композитор, књижевник, сценариста и глумац.
- 1958 — Андреа Бочели, италијански тенор.
- 1958 — Џоун Џет, америчка музичарка, музичка продуценткиња и глумица.
- 1959 — Сол Перлмутер, амерички астрофизичар, добитник Нобелове награде за физику (2011).
- 1960 — Давор Јозић, босанскохерцеговачки фудбалер.
- 1961 — Катарина Оксенберг, британска глумица.
- 1961 — Бони Хант, америчка глумица.
- 1970 — Дејан Перић, српски рукометни голман и рукометни тренер.
- 1970 — Емануел Пети, француски фудбалер.
- 1973 — Иван Зарић, српски глумац.
- 1974 — Боривоје Адашевић, српски писац. (прем. 2019)[3]
- 1976 — Роналдо, бразилски фудбалер.
- 1978 — Данијела Алонсо, америчка глумица и модел.
- 1979 — Емили Отем, америчка музичарка, песникиња и глумица.
- 1979 — Маја Шупут, хрватска певачица и глумица.
- 1980 — Дашко Милиновић, југословенски и српски радио водитељ.
- 1982 — Александра Јерков, српска политичарка.
- 1982 — Били Пајпер, енглеска глумица и музичарка.
- 1982 — Мартен Стекеленбург, холандски фудбалер.
- 1984 — Тијаго Силва, бразилски фудбалер.
- 1985 — Татјана Маслани, канадска глумица.
- 1987 — Том Фелтон, енглески глумац.
- 1987 — Здравко Кузмановић, српски фудбалер.
- 1988 — Милан Јеремић, српски фудбалер.
- 1989 — Дарко Балабан, српски кошаркаш.
- 1989 — Забине Лизики, немачка тенисерка.
- 1995 — Александра Пријовић, српска певачица.

## Смрти
- 1158 — Отон Фрајзиншки, немачки бискуп и историчар. (рођ. отприлике 1112)
- 1241 — Стурулсон Снори, исландски писац, историчар и политичар. (рођ. 1178).
- 1520 — Селим I, османски султан. (рођ. 1470).
- 1837 — Вилијам Џорџ Хорнер, британски математичар. (рођ. 1786).
- 1882 — Катарина Ивановић, српска сликарка. (рођ. 1811)
- 1949 — Ким Џонг Сук, корејска политичарка (рођ. 1917)
- 1956 — Фредерик Соди, енглески хемичар. (рођ. 1877)
- 1958 — Изидор Цанкар, словеначки историчар уметности, критичар, књижевник и политичар. (рођ. 1886)[4]
- 1969 — Адолфо Лопез Матеос, мексички политичар. (рођ. 1909)[5]
- 1989 — Ирвин Берлин, амерички певач. (рођ. 1989)
- 1995 — Насиха Капиџић-Хаџић, босанскохерцеговачка пјесникиња и уредница. (рођ. 1932)[6]
- 2001 — Исак Штерн, украјински виолиниста. (рођ. 1920)
- 2004 — Ђорђе Лебовић, српски писац, драматург и сценариста. (рођ. 1928)[7]
- 2007 — Марсел Марсо, француски глумац и пантомимичар. (рођ. 1923)
- 2010 — Предраг Тасовац, српски глумац. (рођ. 1922)
- 2023 — Јагош Марковић, српски редитељ. (рођ. 1966)

## Празници и дани сећања
- Српска православна црква слави:
  - Свети праведни Јоаким и Ана